# Kang Ga-ae
Kang Ga-ae, née le 10 décembre 1990, est une footballeuse internationale sud-coréenne évoluant au poste de gardienne de but au Gumi Sportstoto WFC. Elle fait également partie de l'équipe nationale depuis 2016.

## Biographie
Kang a obtenu sa première sélection le 4 juin 2016 lors d'un match amical contre l'équipe de Birmanie (victoire 5-0). Il faudra attendre sa 7e sélection pour la voir encaisser son premier but en 2017 lors d'une défaite contre la Suisse (0-1).
Elle fait ensuite partie des 23 joueuses retenues pour disputer la Coupe du monde 2019 organisée en France.